# گنجا بورن
«گنجا بورن» (به انگلیسی: Ganja Burn) ترانه‌ای از خواننده رپ اهل ترینیداد و توباگو نیکی میناژ است. ترانه در ۱۰ اوت ۲۰۱۸ منتشر شد.